# Bathyarca glacialis
Bathyarca glacialis är en musselart som först beskrevs av John Edward Gray 1824.  Bathyarca glacialis ingår i släktet Bathyarca och familjen Arcidae. Inga underarter finns listade i Catalogue of Life.